# أبو عشرة (عفيف)
أبو عشرة، هي قرية من فئة (ب) تقع في محافظة عفيف، والتابعة لمنطقة الرياض في السعودية. وتبعد أبو عشرة عن محافظة عفيف بمسافة تقارب () كم.